# لانتانا جنجلية الشكل
لانتانا جنجلية الشكل (الاسم العلمي:Lantana humuliformis) هي نوع نباتي يتبع جنس اللانتانا من فصيلة اللويزية.